# Аделунга
Пик Аделунга (узб. Adelunga choʻqqisi) — горная вершина Пскемского хребта (в его северо-восточной части), на границе Узбекистана и Кыргызстана. Имеет высоту 4301 м над уровнем моря.

## Описание
Пик Аделунга расположен на крайнем северо-востоке Ташкентской области Узбекистана. К юго-западу от пика Аделунга расположен пик Бештор, который на два метра ниже Аделунга.
Вершина названа в честь кандидата геолого-минералогических наук Алексея Сергеевича Аделунга (1906—1963), исследователя геологии Чаткальского и Кураминского хребта.